# 2861 Lambrecht
2861 Lambrecht (1981 VL2) là một tiểu hành tinh vành đai chính được phát hiện ngày 3 tháng 11 năm 1981 bởi K. Kirsch và Freimut Börngen ở Tautenburg.